# Коргалідзе Леван Отарович
Леван Отарович Коргалідзе (груз. ლევან ოთარის ძე კორღალიძე ; 21 лютого 1980, Тбілісі) — грузинський футболіст, півзахисник і нападник. Виступав за національну збірну Грузії. Тренер.

## Клубна кар'єра
На початку кар'єри виступав на батьківщині за «Гурію>» та тбіліські «Динамо-2» та «Арсеналі» у вищій та першій лігах.
У 1999—2005 роках грав за ризький «Сконто», за який провів понад 100 матчів у чемпіонатах Латвії, неодноразово ставав чемпіоном країни та володарем Кубка Латвії. У 2006 році виступав за грузинські клуби вищої ліги, наступного року повернувся до Латвії, де провів ще один сезон у складі «Динабурга».
З 2008 року кілька років грав у Молдові у складі кишинівських "<Дачії"та «Зімбру». Разом із «Дачією» ставав чемпіоном Молдови (2010/11) та грав у фіналі Кубка країни (2009). Загалом у чемпіонатах Молдови зіграв понад 80 матчів та забив 25 голів.
Також в останні роки кар'єри грав у Грузії за «Зестафоні», «Металург» (Руставі) та «Ділу>». Завершив професійну кар'єру у 2014 році.

## Виступи за збірні
Виступав за юнацьку та молодіжну збірну Грузії.
У національній збірній Грузії дебютував 18 лютого 2004 року в матчі проти Румунії, вийшовши на заміну на 67-й хвилині замість Олександра Гогоберішвілі. Загалом зіграв за збірну три матчі, усі — у лютому 2004 року в рамках міжнародного турніру на Кіпрі.

## Титули і досягнення
- Чемпіон Латвії (6):

«Сконто»: 1999, 2000, 2001, 2002, 2003, 2004
- Володар Кубка Латвії (3):

«Сконто»: 2000, 2001, 2002
- Чемпіон Молдови (1):

«Дачія»: 2010/11

## Особисте життя
Батько — відомий радянський і грузинський футболіст Отар Коргалідзе (нар. 1960).